# Zanclea hicksoni
Zanclea hicksoni is een hydroïdpoliep uit de familie Zancleidae. De wetenschappelijke naam van de soort werd in 1972 gepubliceerd door Stepanjants.